# Michael Mayer
Michael Mayer es una de las figuras clave de la escena de la música electrónica de Colonia, Alemania. Mayer es un remixer, DJ y productor, y ha publicado un puñado de sus sencillos en el propio sello de música Kompakt que ayuda a ejecutar con el fundador de Wolfgang Voigt. Mayer también ha lanzado la música en las etiquetas de Kompakt-relacionados, como la Nueva Trance Atlántico y Kreisel 99.

## Biografía
Mayer nació y se crio en el Bosque Negro, Alemania. A la edad de 20 años, Mayer se trasladó a Colonia. Con la ayuda de Wolfgang Voigt y Reinhardt estableció Kompakt.
En 2003, lanzó un par de mezclas. El primero se basaba en las primeras versiones de varios Kompakt "Speicher" la serie, mientras que el segundo fue encargado por la serie Fabric de Londres. Al año siguiente, Mayer dio a conocer un segundo mezcla Speicher y, finalmente, pronunció su primer álbum de larga prometida de producciones.

## Discografía
- Neuhouse (1998)
- Immer (2002)
- Speicher CD1 (2003)
- Fabric 13 (2003)
- Speicher CD2 (2004)
- Touch (2004)
- Immer 2 (2006)
- Speicher CD3 (2007)
- Save The World (2007)
- Immer 3 (2010)